# Silaga Laga
Silaga Laga is een bestuurslaag in het regentschap Humbang Hasundutan van de provincie Noord-Sumatra, Indonesië. Silaga Laga telt 904 inwoners (volkstelling 2010).